# عريض المنقار ذو الذيل الطويل
الطائر عريض المنقار ذو الذيل الطويل (بالانجليزية: Long-tailed Broadbill) (الأسم العلمي: Psarisomus dalhousiae)، هو نوع من عائلة الطائر عريض المنقار التي وجدت في جبال الهيمالايا، ويمتد شرقاً إلى شمال شرق الهند حتى جنوب شرق أسيا. كما أنه الطائر الوحيد من جنس سيريسومس. يبلغ طولها 25 سنتمتر، وتزن ما بين 50 و 60 غرام. من الممكن التعرف عليها من خلال نداءها الحاد.

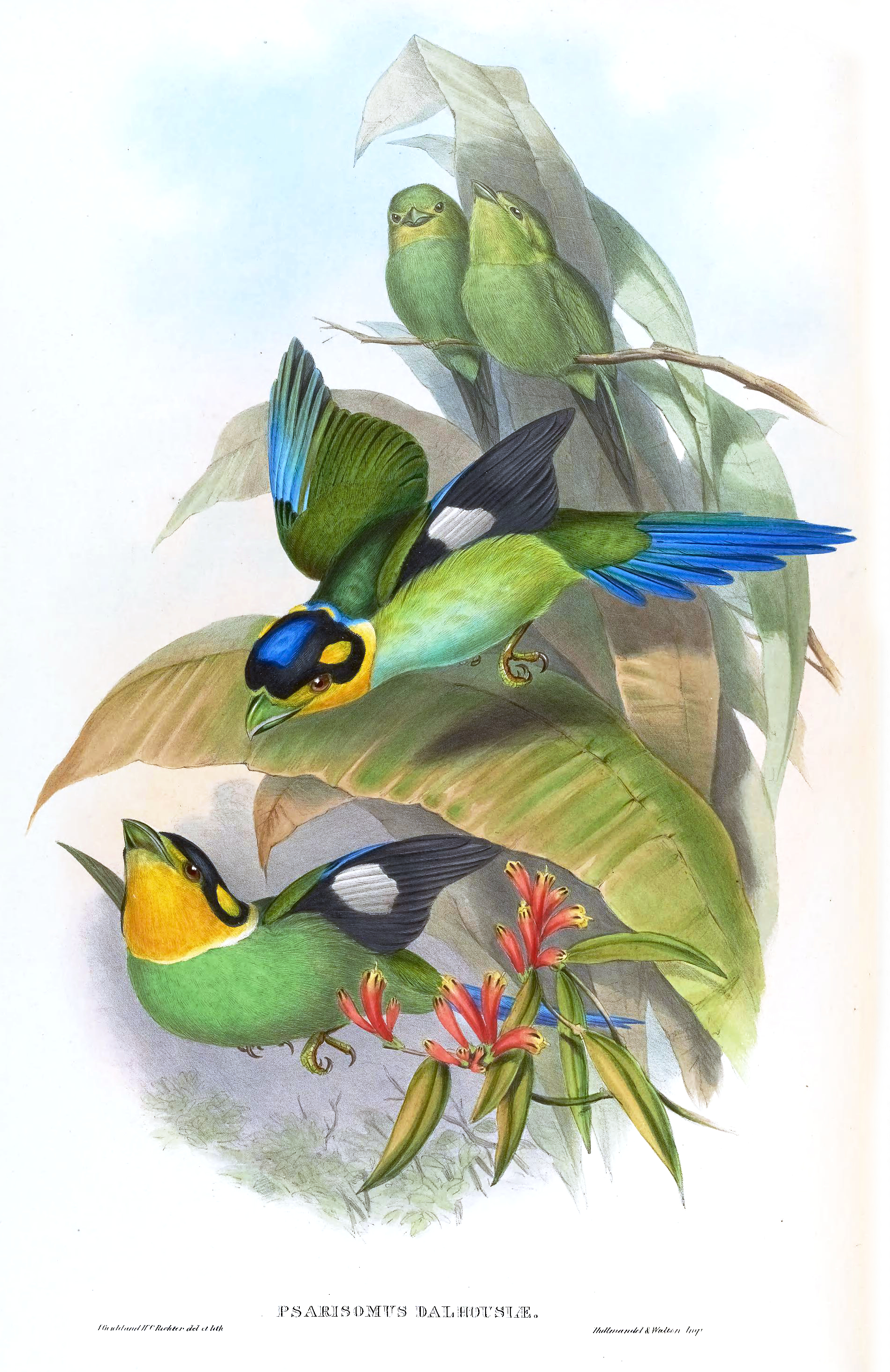

ويعيش الطائر في الغابات و يغذى على الحشرات. وهو طائر اجتماعي يسافر عادة في مجاميع ضاخبة كبيرة ماعدا موسم التزاوج. وهو يبني عشاً على شكل كمثرى في الأشجار. الأنثى عادةً ما تضع بين 5 و6 بيضات من كلا الجنسين، الابوين من كلا الجنسين يساعدان على إطعام الصغار.